# Xanthodynerus caucasicus
Xanthodynerus caucasicus är en stekelart som först beskrevs av Giordani Soika 1960.  Xanthodynerus caucasicus ingår i släktet Xanthodynerus och familjen Eumenidae. Inga underarter finns listade i Catalogue of Life.